# Canon EOS RP
Die Canon EOS RP ist eine spiegellose Systemkamera des japanischen Herstellers Canon. Sie kam Februar 2019 auf den Markt und war die zweite Kamera des R-Systems von spiegellosen Vollformatkameras.

## Technische Ausstattung
Die EOS RP ist mit dem Canon RF-Bajonett ausgestattet und kompatibel mit den Canon RF-Objektiven. EF- und EF-S-Objektive können über einen Adapter angeschlossen werden.
Der Vollformat-CMOS-Sensor (35,9 × 24 mm) hat effektiv ca. 26,2 Megapixel Auflösung. Die EOS RP verfügt über einen elektronischen Sucher über den Bildsensor mit einer Bildfeldabdeckung von ca. 100 % (horizontal und vertikal) und Live-View-Modus.
Der EOS Movie Modus ermöglicht 4K (mit 1.6 fachem Crop), Full HD und HD-Aufnahmen.
Das Gehäuse besteht aus einer Magnesiumlegierung, die von Kunststoff umschlossen und gegen Staub und Spritzwasser abgedichtet ist.